# Кохненко, Владислав Сергеевич
Кохне́нко Владисла́в Серге́евич (англ. Vladislav Kohnenko, укр. Кохненко Владислав Сергійович; род. 30 марта 1998 года, Арциз, Одесская область, Украина) — украинский боец смешанных боевых искусств, чемпион Европы по боевому самбо (2017), чемпион мира (2017) и Европы по боевому джиу-джитсу  (2017). МСМК по боевому самбо, МС по самбо, МСМК по боевому джиу-джитсу.

## Биография
Владислав Кохненко родился в 1998 году в Арцизе, на юге Одесской области. В трёхлетнем возрасте переехал в Одессу. С 2004 по 2013 год учился в Одесской школе №105.
В 2013 году, после окончания 9 классов поступил в колледж при Одесской государственной академии технического регулирования и качества. Окончил его в 2017 году и сразу поступил уже в саму академию на третий курс.

## Спортивная карьера
Спортом начал заниматься в 13 лет. Сначала занимался боевым джиу-джитсу и тайским боксом. Позже перестал заниматься тайским боксом и начал интересоваться боевым самбо.
Летом 2015 года начал заниматься боевым самбо. В 2016 году на первом для себя чемпионате Украины проиграл, получив тяжёлую травму, но весной 2016 года на следующем чемпионате Украины занял второе место, выступая по юниорам в весовой категории до 57 кг.
В 2016 году занял второе место на чемпионате Европы по боевому самбо прошедшем в Ужгороде. В 2017 году Владислав Кохненко выиграл кубок Украины по боевому самбо и отправился в Хорватию, где завоевал две золотые медали. В городе Сплит проходили чемпионат Европы по боевому самбо и чемпионат мира по боевому джиу-джитсу. Кохненко завоевал золото в обоих чемпионатах выступая по самбо в весовой категории до 57 кг, и по джиу-джитсу в весовой категории до 62 кг. В декабре 2017 года в Ужгороде прошёл чемпионат Европы по боевому джиу-джитсу в котором Влад Кохненко выступая в весовой категории до 62 кг. также взял золотую медаль.

### Титулы и достижения

#### Международные
- 2 место чемпионат Европы по боевому самбо 2016 г. (до 57 кг) EKSF
- 1 место чемпионат Европы по боевому самбо 2017 г. (до 57 кг) EKSF
- 1 место VII чемпионат мира по боевому джиу-джитсу 2017 г. (до 62 кг) CJJIF[5]
- 1 место IV чемпионат Европы по боевому джиу-джитсу 2017 г. (до 62 кг) CJJIF
- 1 место чемпионат Европы по боевому самбо 2018 г. (до 62 кг) EKSF
- 3 место кубок мира по самбо 2019 г. (до 62 кг) МФС
- 1 место чемпионат Европы по боевому самбо 2019 г. (до 62 кг) EKSF[6]

#### Национальные
- 2 место кубок Украины по боевому самбо 2016 г. (ФБСУ) среди юниоров(до 57 кг)
- 1 место чемпионат Украины по боевому самбо 2016 г. (ФБСУ) среди юниоров(до 57 кг)
- 1 место чемпионат Украины по боевому самбо 2017 г. (НФСУ) среди юниоров (до 57 кг)
- 1 место кубок Украины по боевому самбо 2017 г. (ФБСУ) (до 57 кг)
- 3 место чемпионат Украины по боевому самбо 2017 г. (ФБСУ) (до 57 кг)
- 2 место чемпионат Украины по самбо и боевому разделу самбо 2017 г. (НФСУ) (до 62 кг)
- 1 место кубок Украины по боевому джиу-джитсу 2017 г. (до 62 кг)
- 1 место кубок Украины по боевому самбо 2018 г. (НФСУ) (до 57 кг)
- 1 место чемпионат Украины по боевому самбо 2018 г. (НФСУ) среди юниоров (до 62 кг)

### Смешанные единоборства
Профессиональный дебют Кохненко состоялся 25 марта 2017 года в Одессе на турнире организованным Белгород-Днестровской промоутерской компанией Akkerman Club Promotion, Владислав Кохненко победил соперника болевым приёмом, рычаг локтя, в первом раунде.
Второй поединок состоялся под эгидой известной украинской компании - ProFC Ukraine. Кохненко победил по очкам в трёхраундовом поединке Игоря Гончарова на турнире в Северодонецке.
21 апреля 2018 года Кохненко принял участие в турнире в городе Измаиле. Кохненко одержал победу в турнире на выбывание, в котором приняли участие 8 бойцов. Владислав выиграл все три поединка прошедшие в один вечер. Формат раундов четвертьфиналов и полуфиналов составлял 3 раунда по 3 минуты, но первые два отборочных поединка данного Гран-при были близкие, и в отборочных боях назначались экстра раунды, по итогам которых Кохненко побеждал и вышел в финал. Регламент финального боя составлял 3 раунда по 5 минут. В финальном, зрелищном бою, Кохненко, проведя до этого 8 раундов боя, победил удушающим приёмом более "свежего" азербайджанского бойца Руслана Маммадова, который до выхода в финал, победил предыдущих оппонентов досрочно в первом раунде, каждого. Победитель турнира получил статус обязательного претендента на титул чемпиона организации Real Fight Promotion в 135 фунтах.
Кохненко с командой решил не проводить чемпионский бой с Павлом Демиденко (7-0), а сосредоточиться на любительском чемпионате по самбо, а затем провёл несколько победных поединков в других промоушенах.

## Статистика в смешанных единоборствах
| Боёв 7   | Побед 6 | Поражений 1 |
| -------- | ------- | ----------- |
| Нокаутом | 1       | 0           |
| Сдачей   | 3       | 0           |
| Решением | 2       | 1           |

| №   | Результат | Рекорд | Соперник                  | Способ                      | Турнир                                             | Дата             | Вес | Раунд   | Время | Место                 | Примечание                                                                          |
| --- | --------- | ------ | ------------------------- | --------------------------- | -------------------------------------------------- | ---------------- | --- | ------- | ----- | --------------------- | ----------------------------------------------------------------------------------- |
| 8   | Победа    | 7-1    | Анатолий Оськин (17-7-1)  | Раздельное решение          | ZARUBA FIGHT NIGHT 5.0                             | 19 декабря 2021  | 135 | (3)     | 5:00  | Одесса, Украина       |                                                                                     |
| 7   | Победа    | 6-1    | Владислав Шульга (2-1)    | Единогласное решение        | ZFN ZARUBA FIGHT NIGHT                             | 11 октября 2020  | 135 | 3 (3)   | 5:00  | Одесса, Украина       |                                                                                     |
| 6   | Поражение | 5-1    | Зурико Джоджуа (5-1)      | Единогласное решение        | GCFC MMA 10 - Golden Coat Fighting Championship    | 10 августа 2020  | 135 | 3 (3)   | 5:00  | Киев, Украина         |                                                                                     |
| 5   | Победа    | 5-0    | Вадим Сакаль (4-4)        | Болевой приём (треугольник) | Cage Fighting Promotion MMA - Kletka Fight Night 6 | 4 августа 2019   | 135 | 2 (3)   | 2:58  | Одесса, Украина       |                                                                                     |
| 4   | Победа    | 4-0    | Туран Гуламзаде (0-0)     | Нокаут (удары сзади)        | ProFC Ukraine - Lubart's Warriors 2                | 24 июня 2018     | 134 | 1 (3)   | 1:56  | Луцк, Украина         |                                                                                     |
| 3   | Победа    | 3-0    | Руслан Маммадов (3-1)     | Болевой приём (удушение)    | Real Fight Promotion - West Fight 27: Colosseum 2  | 21 апреля 2018   | 135 | 3 (3)   | 3:10  | Измаил, Украина       | Финал турнира по выявления обязательного претендента на титул чемпиона RFP.         |
| (2) | Победа    |        | Андрей Хохлов (6-3)       | Нокаут (удары сзади)        | Real Fight Promotion - West Fight 27: Colosseum 2  | 21 апреля 2018   | 135 | 4 (3+1) | 1:40  | Измаил, Украина       | Полуфинал турнира по выявления обязательного претендента на титул чемпиона RFP.     |
| (1) | Победа    |        | Валерий Рыбин (2-0)       | Единогласное решение        | Real Fight Promotion - West Fight 27: Colosseum 2  | 21 апреля 2018   | 135 | 4 (3+1) | 3:00  | Измаил, Украина       | Четвертьфинал турнира по выявления обязательного претендента на титул чемпиона RFP. |
| 2   | Победа    | 2-0    | Игорь Гончаров (1-0)      | Единогласное решение        | ProFC Ukraine - Territories of Strength 2          | 23 сентября 2017 | 126 | 3 (3)   | 5:00  | Северодонецк, Украина |                                                                                     |
| 1   | Победа    | 1-0    | Дмитрий Котелевский (0-0) | Болевой приём (рычаг локтя) | Akkerman Club Promotion - ACP 1                    | 25 марта 2017    | 132 | 1 (3)   | 2:34  | Одесса, Украина       | Профессиональный дебют                                                              |